# Dolmen de la Frébouchère

Pierre Couverte de la Frébouchère

Schema Galeriegrab –

Der Dolmen de la Frébouchère (auch Dolmen Pierre Couverte de la Frébouchère genannt) ist eine Megalithanlage vom Typ angevinischer Dolmen, im Norden des Dorfes Le Bernard zwischen La Roche-sur-Yon und La Rochelle im Vendée in Frankreich. Er stammt vermutlich aus dem späten Neolithikum oder der frühen Bronzezeit (3000–2000 v. Chr.) und ist einer der größten in der Region. Dolmen ist in Frankreich der Oberbegriff für Megalithanlagen aller Art (siehe: Französische Nomenklatur).
Der lange als Schafstall genutzte Dolmen besteht aus einem beschädigten Trilithenzugang und einer großen rechteckigen Kammer von 3,5 m Breite, über sieben Metern Länge und zwei Metern Höhe, die mit einer mehr als 80 Tonnen schweren verbrochenen Platte bedeckt ist. Drei Tragsteine auf der einen und ein Tragstein auf der anderen Seite sowie zwei Endsteine unterstützen den Deckstein. Ein spitz zulaufender Menhir in der Kammer, der nicht den Deckstein stützt, hat religiöse Bedeutung. Das Denkmal wurde in der Vorzeit komplett geleert.
Ursprünglich war die Anlage von einem Erdhügel umgeben. Von den Randsteinen der Hügeleinfassung, die ursprünglich den Dolmen umgab, sind drei Steine erhalten.
Die drei Dolmen de Savatole, der Tumulus du Pey von Fontaine und zwei Menhire stehen in der Nähe.